# Tachileik
Tachileik o Tachilek è una città di frontiera della Birmania situata nello Stato Shan. È bagnata a sud dal Ruak, che la separa dalla città di Mae Sai in Thailandia, in Provincia di Chiang Rai. Tachileik si trova lungo la strada Kengtung-Chiang Rai.
I suoi mercati sono noti per vendere regolarmente prodotti frutto di bracconaggio, specialmente ricavati da specie in pericolo quali tigri, gatti di Temminck e gatti marmorizzati.